# François Moubandje
Jacques François Moubandje (Douala, 21 de junho de 1990) é um futebolista suíço nascido em Camarões, que atua como lateral-esquerdo. Atualmente está sem clube.

## Carreira
François Moubandje fez parte do elenco da Seleção Suíça de Futebol da Eurocopa de 2016.